# Grand Prix Holandii 1958

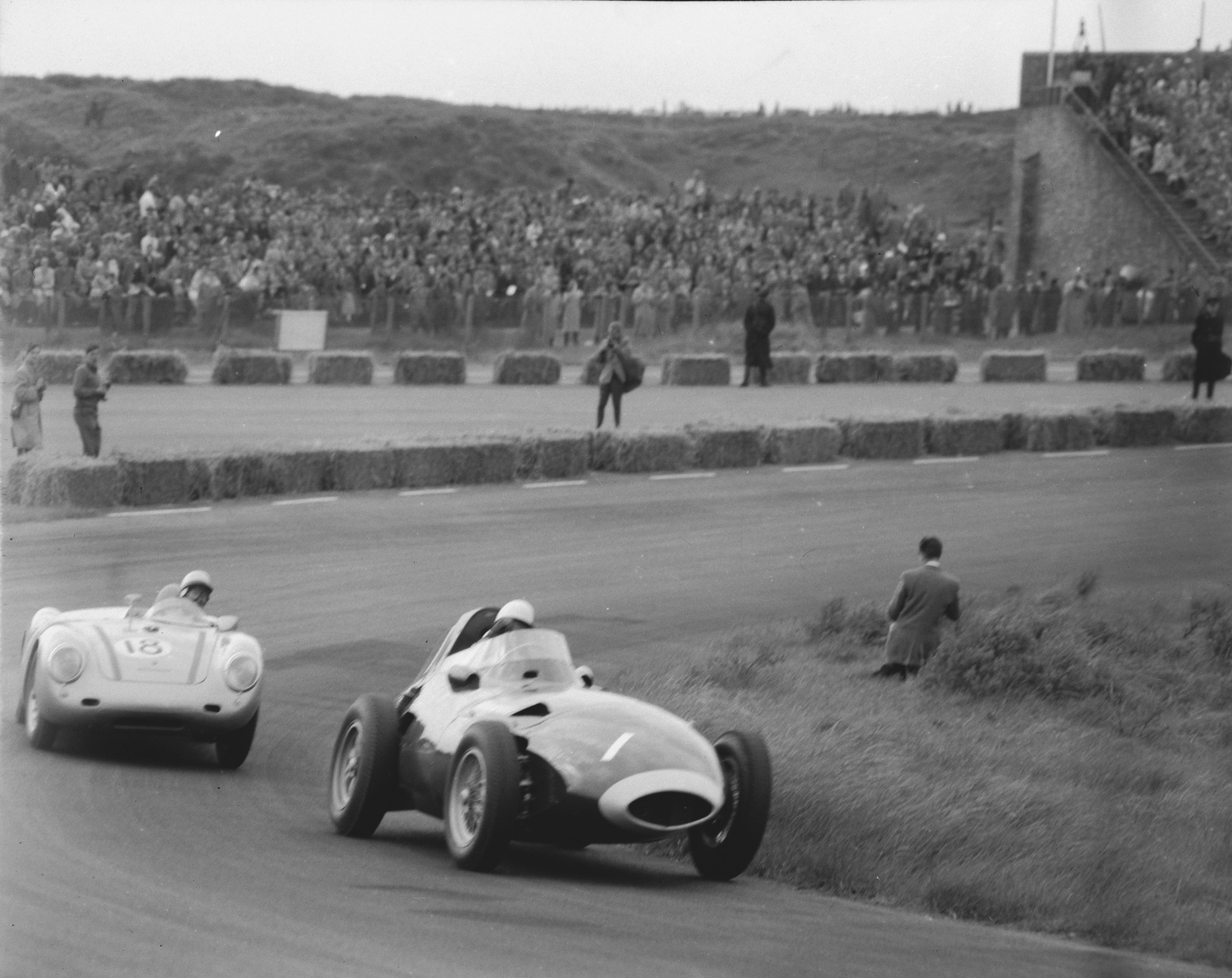
Stirling Moss i Carel Godin de Beaufort podczas Grand Prix Holandii 1958

Grand Prix Holandii 1958 (oryg. Grote Prijs van Nederland) – 3. runda Mistrzostw Świata Formuły 1 w sezonie 1958, która odbyła się 26 maja 1958 po raz 4. na torze Circuit Park Zandvoort.
6. Grand Prix Holandii, 4. zaliczane do Mistrzostw Świata Formuły 1.

## Wyniki

### Kwalifikacje
Źródło: statsf1.com
| P  | Nr | Kierowca                | Konstruktor(-silnik) | Opony | Czas   | Odstęp | Strata |
| -- | -- | ----------------------- | -------------------- | ----- | ------ | ------ | ------ |
| 1  | 3  | Stuart Lewis-Evans      | Vanwall              | D     | 1:37,1 | –      | –      |
| 2  | 1  | Stirling Moss           | Vanwall              | D     | 1:38,0 | +0,9   | +0,9   |
| 3  | 2  | Tony Brooks             | Vanwall              | D     | 1:38,1 | +0,1   | +1,0   |
| 4  | 14 | Jean Behra              | BRM                  | D     | 1:38,4 | +0,3   | +1,3   |
| 5  | 8  | Jack Brabham            | Cooper-Climax        | D     | 1:38,5 | +0,1   | +1,4   |
| 6  | 5  | Mike Hawthorn           | Ferrari              | E     | 1:39,1 | +0,6   | +2,0   |
| 7  | 15 | Harry Schell            | BRM                  | D     | 1:39,2 | +0,1   | +2,1   |
| 8  | 9  | Maurice Trintignant     | Cooper-Climax        | D     | 1:39,2 | +0,0   | +2,1   |
| 9  | 7  | Roy Salvadori           | Cooper-Climax        | D     | 1:39,2 | +0,0   | +2,1   |
| 10 | 4  | Peter Collins           | Ferrari              | E     | 1:39,3 | +0,1   | +2,2   |
| 11 | 17 | Cliff Allison           | Lotus-Climax         | D     | 1:39,4 | +0,1   | +2,3   |
| 12 | 6  | Luigi Musso             | Ferrari              | E     | 1:39,5 | +0,1   | +2,4   |
| 13 | 16 | Graham Hill             | Lotus-Climax         | D     | 1:39,8 | +0,3   | +2,7   |
| 14 | 12 | Masten Gregory          | Maserati             | D     | 1:42,0 | +2,2   | +4,9   |
| 15 | 11 | Jo Bonnier              | Maserati             | P     | 1:42,3 | +0,3   | +5,2   |
| 16 | 10 | Giorgio Scarlatti       | Maserati             | P     | 1:44,6 | +2,3   | +7,5   |
| 17 | 18 | Carel Godin de Beaufort | Porsche              | D     | 1:46,7 | +2,1   | +9,6   |
| P  | Nr | Kierowca                | Konstruktor(-silnik) | Opony | Czas   | Odstęp | Strata |

### Wyścig
Źródła: statsf1.com
| P                                                     | + / – | Nr | Kierowca                | Konstruktor   | Opony | Okr. | Czas / Strata | Komentarz   |
| ----------------------------------------------------- | ----- | -- | ----------------------- | ------------- | ----- | ---- | ------------- | ----------- |
| 1                                                     | 1     | 1  | Stirling Moss           | Vanwall       | D     | 75   | 2:04:49,2     |             |
| 2                                                     | 5     | 15 | Harry Schell            | BRM           | D     | 75   | +47,9         |             |
| 3                                                     | 1     | 14 | Jean Behra              | BRM           | D     | 75   | +1:42,3       |             |
| 4                                                     | 5     | 7  | Roy Salvadori           | Cooper-Climax | D     | 74   | +1 okr.       |             |
| 5                                                     | 1     | 5  | Mike Hawthorn           | Ferrari       | E     | 74   | +1 okr.       |             |
| 6                                                     | 5     | 17 | Cliff Allison           | Lotus-Climax  | D     | 73   | +2 okr.       |             |
| 7                                                     | 5     | 6  | Luigi Musso             | Ferrari       | E     | 73   | +2 okr.       |             |
| 8                                                     | 3     | 8  | Jack Brabham            | Cooper-Climax | D     | 73   | +2 okr.       |             |
| 9                                                     | 1     | 9  | Maurice Trintignant     | Cooper-Climax | D     | 72   | +3 okr.       |             |
| 10                                                    | 5     | 11 | Jo Bonnier              | Maserati      | P     | 71   | +4 okr.       |             |
| 11                                                    | 6     | 18 | Carel Godin de Beaufort | Porsche       | D     | 69   | +6 okr.       |             |
| Niesklasyfikowani                                     |       |    |                         |               |       |      |               |             |
|                                                       |       | 10 | Giorgio Scarlatti       | Maserati      | P     | 52   | +23 okr.      | tylna oś    |
|                                                       |       | 3  | Stuart Lewis-Evans      | Vanwall       | D     | 46   | +29 okr.      | silnik      |
|                                                       |       | 16 | Graham Hill             | Lotus-Climax  | D     | 40   | +35 okr.      | przegrzanie |
|                                                       |       | 4  | Peter Collins           | Ferrari       | E     | 32   | +43 okr.      | poślizg     |
|                                                       |       | 12 | Masten Gregory          | Maserati      | D     | 16   | +59 okr.      | tylna oś    |
|                                                       |       | 2  | Tony Brooks             | Vanwall       | D     | 13   | +62 okr.      | tylna oś    |
| Nie wystartowali / niedopuszczeni do ponownego startu |       |    |                         |               |       |      |               |             |
|                                                       |       | 12 | Horace Gould            | Maserati      | D     | 0    |               | wycofał się |
| P                                                     | + / – | Nr | Kierowca                | Konstruktor   | Opony | Okr. | Czas / Strata | Komentarz   |

### Najszybsze okrążenie
Źródło: statsf1.com
| Nr | Kierowca      | Konstruktor | Czas   | Okr. |
| -- | ------------- | ----------- | ------ | ---- |
| 1  | Stirling Moss | Vanwall     | 1:37,6 | 7    |

### Prowadzenie w wyścigu
Źródło: statsf1.com
| Nr                              | Kierowca      | Konstruktor | Okrążenia | Suma |
| ------------------------------- | ------------- | ----------- | --------- | ---- |
| 1                               | Stirling Moss | Vanwall     | 1-75      | 75   |
| \| Wykres \| \| ------ \| \| \| |               |             |           |      |
| Wykres                          |               |             |           |      |
|                                 |               |             |           |      |

## Klasyfikacja po wyścigu
Pierwsza piątka otrzymywała punkty według klucza 8-6-4-3-2, 1 punkt przyznawany był dla kierowcy, który wykonał najszybsze okrążenie w wyścigu. Liczone było tylko 6 najlepszych wyścigów danego kierowcy. W nawiasach podano wszystkie zebrane punkty, nie uwzględniając zasady najlepszych wyścigów.
Uwzględniono tylko kierowców, którzy zdobyli jakiekolwiek punkty
| P  | +/− | Kierowca            | Starty | Punkty | P1 | P2 | P3 | PP | NO | NS |
| -- | --- | ------------------- | ------ | ------ | -- | -- | -- | -- | -- | -- |
| 1  | +1  | Stirling Moss       | 3      | 17     | 2  | –  | –  | –  | 1  | 1  |
| 2  | −1  | Luigi Musso         | 3      | 12     | –  | 2  | –  | –  | –  | –  |
| 3  | 0   | Maurice Trintignant | 2      | 8      | 1  | –  | –  | –  | –  | –  |
| 4  | +4  | Harry Schell        | 3      | 8      | –  | 1  | –  | –  | –  | –  |
| 5  | −1  | Mike Hawthorn       | 3      | 7      | –  | –  | 1  | –  | 1  | 1  |
| 6  | +3  | Jean Behra          | 3      | 6      | –  | –  | 1  | –  | –  | 1  |
| 7  | −2  | Peter Collins       | 3      | 4      | –  | –  | 1  | –  | –  | 2  |
| 8  | −2  | Juan Manuel Fangio  | 1      | 4      | –  | –  | –  | 1  | 1  | –  |
| 9  | −2  | Jack Brabham        | 2      | 3      | –  | –  | –  | –  | –  | –  |
| 10 | N   | Roy Salvadori       | 2      | 3      | –  | –  | –  | –  | –  | 1  |
| P  | +/− | Kierowca            | Starty | Punkty | P1 | P2 | P3 | PP | NO | NS |

### Konstruktorzy
Tylko jeden, najwyżej uplasowany kierowca danego konstruktora, zdobywał dla niego punkty. Również do klasyfikacji zaliczano 6 najlepszych wyników.
| P | +/− | Konstruktor   | Starty | Punkty | P1 | P2 | P3 | PP | NO | NS |
| - | --- | ------------- | ------ | ------ | -- | -- | -- | -- | -- | -- |
| 1 | 0   | Cooper-Climax | 7      | 19     | 2  | –  | –  | –  | –  | 1  |
| 2 | 0   | Ferrari       | 10     | 14     | –  | 2  | 2  | –  | 1  | 4  |
| 3 | N   | Vanwall       | 6      | 8      | 1  | –  | –  | 2  | 1  | 5  |
| 4 | 0   | BRM           | 4      | 8      | –  | 1  | 1  | –  | –  | 1  |
| 5 | −2  | Maserati      | 11     | 3      | –  | –  | –  | 1  | 1  | 4  |
| 6 | N   | Lotus-Climax  | 4      | 0      | –  | –  | –  | –  | –  | 2  |
| 7 | N   | Porsche       | 1      | 0      | –  | –  | –  | –  | –  | –  |
| P | +/− | Kierowca      | Starty | Punkty | P1 | P2 | P3 | PP | NO | NS |